# 임동섭 (뮤지컬 배우)
임동섭(1990년 9월 8일 ~ )은 대한민국의 뮤지컬 배우다.

## 방송
- 더블 캐스팅 (2020) - Top71